# Tenuipalpoides hastata
Tenuipalpoides hastata är en spindeldjursart som beskrevs av Wang och Xiaolong Cui 1991. Tenuipalpoides hastata ingår i släktet Tenuipalpoides och familjen Tetranychidae. Inga underarter finns listade i Catalogue of Life.